# Cratere Lempo
Lempo è un cratere sulla superficie di Callisto.